# Jurij Kopilov
Jurij Jakovljevič Kopilov (rusko Юрий Яковлевич Копылов), ruski hokejist, * 3. februar 1930, Moskva, Rusija, † 1998.
Kopilov je v sovjetski ligi igral za kluba Spartak Moskva, CSKA Moskva in SKA Kujbišev, skupno na 320-ih prvenstvenih tekmah, na katerih je dosegel 131 golov. Za sovjetsko reprezentanco je nastopil na enem svetovnem prvenstvu, na katerem je osvojil srebrno medaljo. Za reprezentanco je nastopil na enaindvajsetih tekmah, na kateri je dosegel trinajst golov.

## Pregled hokejske kariere
Odebeljeno - reprezentančni nastopi, glej tudi Statistika pri hokeju na ledu.
| Moštvo          | Liga                 | Sezona |    | Redni del | Redni del | Redni del | Redni del | Redni del | Redni del |   | Končnica | Končnica | Končnica | Končnica | Končnica | Končnica |
| --------------- | -------------------- | ------ | -- | --------- | --------- | --------- | --------- | --------- | --------- | - | -------- | -------- | -------- | -------- | -------- | -------- |
| Moštvo          | Liga                 | Sezona | OT | G         | P         | T         | +/-       | KM        | OT        | G | P        | T        | +/-      | KM       |          |          |
| Sovjetska zveza | Svetovno prvenstvo A | 58     |    | 7         | 6         | 4         | 10        |           | 2         |   |          |          |          |          |          |          |
| Skupaj          |                      |        |    | 7         | 6         | 4         | 10        |           | 2         |   |          |          |          |          |          |          |